# Leszek Niedzielski
Leszek Niedzielski (ur. 7 grudnia 1942 w Milczycach) – polski reżyser radiowy i satyryk, członek wrocławskiego Kabaretu Elita.

## Życiorys
Działalność artystyczną rozpoczął będąc studentem bibliotekoznawstwa na Wydziale Filologicznym Uniwersytetu Wrocławskiego. W 1976 uzyskał dyplom reżysera radiowego. Od 1973 jako autor, aktor i reżyser jest związany z Wrocławskim Magazynem Rozrywkowym „Studio 202”.
Odznaczony Brązowym Krzyżem Zasługi (2006). W 2009 otrzymał Srebrny Medal „Zasłużony Kulturze Gloria Artis”, w 2019 Srebrną, a w 2023 Złotą Odznaką Honorową Wrocławia.

## Filmografia
- 1979 – Słodkie oczy jako doktor Bartnicki
- 1984 – Jak się pozbyć czarnego kota jako Leszek, kolega Pawła w biurze projektowym
- 2000–2001 – Chłop i baba jako Czesław Mozyrko, brat Mariana